# Federación Mundial de Bádminton

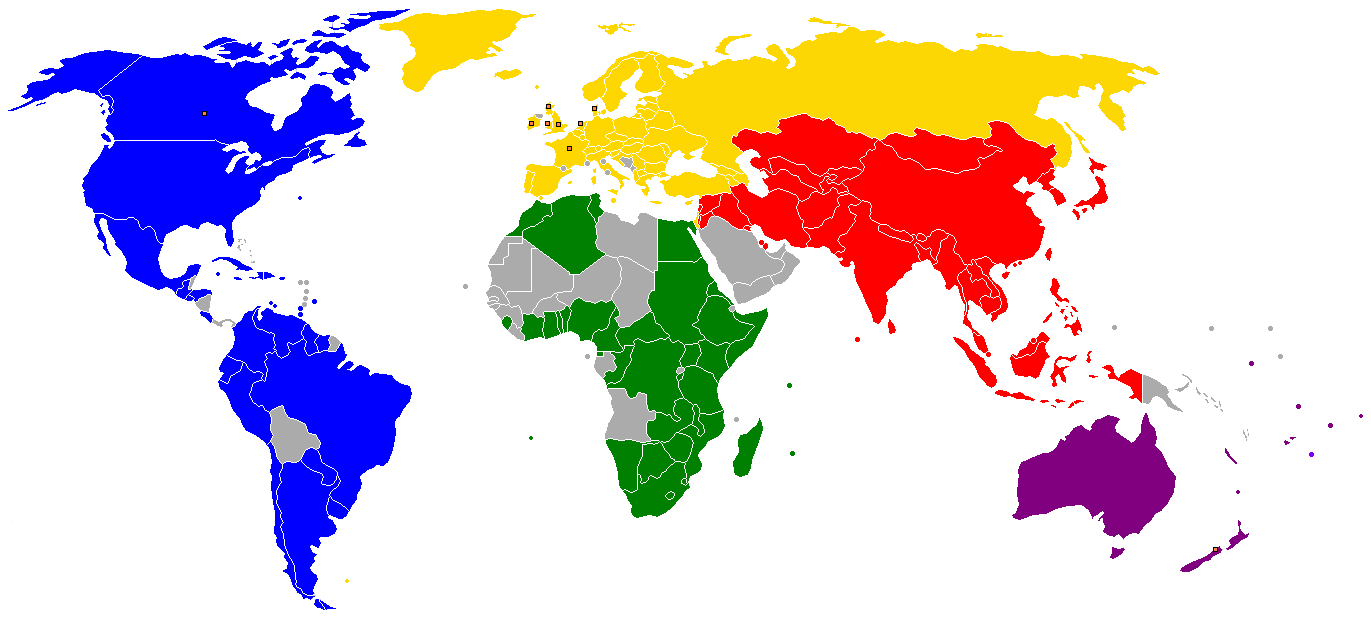
Países miembros

La Federación Mundial de Bádminton (en inglés, Badminton World Federation, o BWF) es la institución que se dedica a regular las normas del Bádminton a nivel competitivo, así como de celebrar periódicamente competiciones y eventos en cada una de sus disciplinas. 
Tiene su sede en la ciudad de Kuala Lumpur (Malasia).
Cuenta en 2024 con la afiliación de 201 federaciones nacionales de los cinco continentes. 

## Historia
Fue fundada en 1934 por 9 federaciones nacionales: Canadá, Dinamarca, Inglaterra, Francia, Irlanda, Holanda, Nueva Zelanda, Escocia y Gales, con el nombre de Federación Internacional de Bádminton (IBF).

El 24 de septiembre de 2006, la asamblea general en Madrid, se decidió adoptar el nuevo nombre de Badminton World Federation (BWF).

## Eventos
La BWF organiza anualmente muchas competiciones internacionales, entre las más importantes están las siguientes:
- Campeonato Mundial de Bádminton
- Sudirman Cup
- Thomas Cup
- Uber Cup
- Copa Mundial de Bádminton

## Organización
La estructura jerárquica de la federación está conformada por el presidente y los Vicepresidentes, el Congreso (efectuado cada dos años), el Comité Ejecutivo, el Consejo y los Comités.

### Presidentes
| N.º | Periodo   | Nombre                 | País          |
| --- | --------- | ---------------------- | ------------- |
| 1   | 1934-1955 | George Alan Thomas     | Reino Unido   |
| 2   | 1955-1957 | J. Plunkett-Dillon     | Irlanda       |
| 3   | 1957-1959 | R. Bruce Hay           | Reino Unido   |
| 4   | 1959-1961 | A. C. J. van Vossen    | Países Bajos  |
| 5   | 1961-1963 | J. D. M. McCallum      | Irlanda       |
| 6   | 1963-1965 | N. P. Kristensen       | Dinamarca     |
| 7   | 1965-1969 | D. L. Bloomer          | Reino Unido   |
| 8   | 1969-1971 | Humphrey Chilton       | Reino Unido   |
| 9   | 1971-1974 | Ferry Sonneville       | Indonesia     |
| 10  | 1974-1976 | Stuart Wyatt           | Reino Unido   |
| 11  | 1976-1981 | Stellan Mohlin         | Suecia        |
| 12  | 1981-1984 | Craig Reedie           | Reino Unido   |
| 13  | 1984-1986 | Poul Erik Nielsen      | Dinamarca     |
| 14  | 1986-1990 | Ian Palmer             | Nueva Zelanda |
| 15  | 1990-1993 | Arthur Jones           | Reino Unido   |
| 16  | 1993-2001 | Lu Shengrong           | China         |
| 17  | 2001-2005 | Korn Dabbaransi        | Tailandia     |
| 18  | 2005-2013 | Kang Young Joong       | Corea del Sur |
| 19  | 2013-     | Poul-Erik Høyer Larsen | Dinamarca     |

### Federaciones continentales
La BWF cuenta en 2016 con la afiliación de 183 federaciones nacionales repartidas en cinco organismos continentales:
| Nombre                                  | Siglas | Sede                    | N.º de federaciones | Pág. web |
| --------------------------------------- | ------ | ----------------------- | ------------------- | -------- |
| Confederación Africana de Bádminton     | (BCA)  | Quatre Bornes, Mauricio | 31                  | —        |
| Confederación Panamericana de Bádminton | (PABC) | Lima, Perú              | 29                  |          |
| Confederación Asiática de Bádminton     | (BAC)  | Kuala Lumpur, Malasia   | 39                  |          |
| Confederación Europea de Bádminton      | (BE)   | Brøndby, Dinamarca      | 52                  |          |
| Confederación de Bádminton de Oceanía   | (BOC)  | —                       | 8                   | —        |

### Federaciones nacionales
| África (BCA) | América (PABC) | Asia (BAC) | Europa (EB) | Oceanía (BOC)                                                           |
| --- | --- | --- | --- | ----------------------------------------------------------------------- |
| Argelia · Botsuana · Burundi · Camerún · República Centroafricana · República del Congo · Egipto · Eritrea · Etiopía · Ghana · Guinea Ecuatorial · Kenia · Lesoto · Madagascar · Malaui · Marruecos · Mauricio · Mozambique · Namibia · Nigeria · Santa Elena, Ascensión y Tristán de Acuña · Seychelles · Somalia · Suazilandia · Sudáfrica · Sudán · Tanzania · Togo · Uganda · Zambia · Zimbabue | Antillas Neerlandesas · Argentina () · Aruba · Barbados · Bermudas · Brasil · Islas Caimán · Canadá · Chile · Colombia · Costa Rica · Cuba · República Dominicana () · Ecuador () · El Salvador · Estados Unidos () · Granada · Guatemala · Guyana · Honduras · Jamaica · México () · Panamá · Paraguay · Perú · Puerto Rico () · Santa Lucía · Surinam · Trinidad y Tobago · Uruguay | Afganistán · Baréin · Bangladés · Brunéi · Bután · Camboya · China · Corea del Sur · Corea del Norte · Filipinas · Hong Kong · India · Indonesia · Irán · Irak · Japón · Jordania · Kazajistán · Kuwait · Kirguistán · Laos · Líbano · Macao · Malasia · Maldivas · Mongolia · Birmania · Nepal · Pakistán · Palestina · Singapur · Siria · Sri Lanka · Tailandia · China Taipéi · Timor Oriental · Turkmenistán · Uzbekistán · Vietnam | Albania · Alemania · Armenia · Austria · Azerbaiyán · Bélgica · Bielorrusia · Bosnia y Herzegovina · Bulgaria · Chipre · Croacia · Dinamarca · Escocia · Eslovaquia · Eslovenia · España () · Estonia · Islas Feroe · Finlandia · Francia · Gales · Georgia · Gibraltar · Grecia · Groenlandia · Hungría · Inglaterra · Irlanda · Islandia · Israel · Italia · Letonia · Liechtenstein · Lituania · Luxemburgo · Macedonia del Norte · Malta · Moldavia · Noruega · Países Bajos · Polonia · Portugal · República Checa · Rumania · Rusia · Serbia · Suecia · Suiza · Turquía · Ucrania | Australia Islas Cook Fiyi Nauru Isla Norfolk Nueva Zelanda Samoa Tuvalu |